# Eduard Meijer
Eduard Meijer (Amsterdam, 25 februari 1878 - aldaar, 20 maart 1929) was een zwemmer en waterpoloër, die Nederland tweemaal vertegenwoordigde bij de Olympische Spelen: 'Parijs 1900' en 'Londen 1908'.
Bij zijn olympisch debuut kwam Meijer uit op de vier kilometer vrije slag. Op dat onderdeel, gezwommen in de rivier de Seine, eindigde hij als vijfde in een tijd van één uur, zestien minuten en 37,2 seconden.
Acht jaar later in Londen deed Meijer mee aan de 1500 meter vrije slag, en gaf hij op in de zesde serie van de 'marathon onder de langebaannummers'. Hij was in de hoofdstad van Groot-Brittannië een van de zeven zwemmers, die Nederland vertegenwoordigde bij de vierde Olympische Spelen. De anderen waren de broers Bouke en Lamme Benenga, Johan Cortlever, Piet Ooms, Frits Meuring en Bartholomeus Roodenburch.
Net als Cortlever en Bouke Benenga maakte Meijer, lid van zwemvereniging DJK uit Amsterdam-West, in Londen ook deel uit van de Nederlandse waterpoloselectie, die als vierde en laatste eindigde. Meijer overleed op 20 maart 1929 in Amsterdam op 51-jarige leeftijd.
Bouke Benenga · 
Johan Cortlever · 
Jan Hulswit · 
Eduard Meijer · 
Karel Meijer · 
Piet Ooms · 
Johan Rühl